# مخروط جنوبی

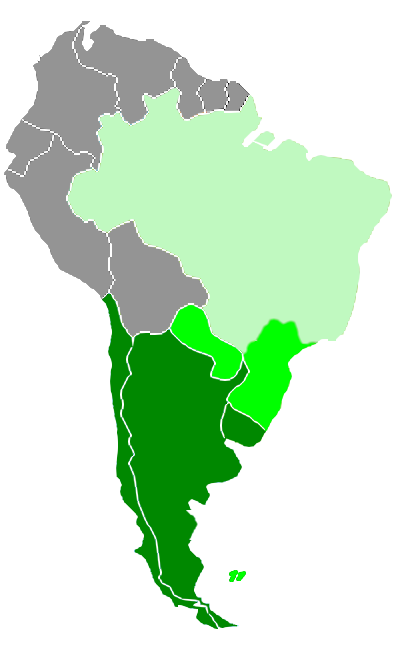
سبز تیره: مناطقی که همیشه جزو مخروط جنوبی به‌شمار می‌آیند. سبز متوسط: مناطقی که گاه جزو مخروط جنوبی به‌شمار می‌آیند. سبز روشن: مناطقی که استثنائاً جزو مخروط جنوبی به‌شمار می‌آیند.

مَخروط جنوبی (به اسپانیایی: Cono Sur، به پرتغالی: Cone Sul) اصطلاحی است که به منطقه‌ای جغرافیایی در جنوب آمریکای لاتین، که در زیر مدار رأس‌الجدی قرار گرفته اشاره دارد.
این منطقه شامل همه سطح کشورهای آرژانتین، شیلی و اروگوئه می‌شود. گاه کشور پاراگوئه و بخش جنوبی برزیل را نیز جزئی از این منطقه به‌شمار می‌آورند.
به جز بخش برزیلی مخروط جنوبی که مردم آن پرتغالی‌زبانند، زبان رایج و رسمی اکثریت مناطق دیگر آن زبان اسپانیایی است.
دین اکثریت مردم این منطقه نیز شاخه کاتولیک رومی از مسیحیت است.